# ジェーン (2017年の映画)
『ジェーン』(Jane)は2017年製作のアメリカ映画。
チンパンジー研究者のジェーン・グドールの人生についてのドキュメンタリー映画である。監督はブレット・モーゲン。
2017年9月にトロント国際映画祭にて世界初上映が行われ、10月20日に全米で劇場公開された。翌年の2018年にナショナルジオグラフィックにて放映された。

## 受賞歴
ナショナル・ボード・オブ・レビューを始めとした多数のアメリカ国内の映画批評家賞のドキュメンタリー映画の部門にて受賞している。アメリカ国外では英国アカデミー賞にて長編ドキュメンタリー部門の候補になっている。
また、テレビの賞では第70回プライムタイム・エミー賞にてノンフィクション番組の部門を中心に7部門で候補になり、監督賞と撮影賞の2部門で受賞している。
主な受賞と候補
受賞
- ナショナル・ボード・オブ・レビュー（ドキュメンタリー映画賞）
- 全米製作者組合賞（ドキュメンタリー映画賞）
- 全米脚本家組合賞（ドキュメンタリー脚本賞）
- アトランタ映画批評家協会賞
- シカゴ映画批評家協会賞
- フロリダ映画批評家協会賞
- ジョージア映画批評家協会賞
- ハワイ映画批評家協会賞
- ヒューストン映画批評家協会賞
- アイオワ映画批評家協会賞
- ロサンゼルス・オンライン映画批評家協会賞
- ネヴァダ映画批評家協会賞
- ノーステキサス映画批評家協会賞
- フィラデルフィア映画批評家協会賞
- サンディエゴ映画批評家協会賞
- サウスイースタン映画批評家協会賞
- セントルイス映画批評家協会賞
- ユタ映画批評家協会賞
- ワシントンD.C.映画批評家協会賞

候補
- 第71回英国アカデミー賞
- 第43回ロサンゼルス映画批評家協会賞（次点）

（特に記述がない場合はいずれもドキュメンタリー映画の部門による受賞と候補である）